# Goniurosaurus splendens
Espèce
Synonymes
- Eublepharis splendens Nakamura & Uano, 1959
- Goniurosaurus kuroiwae splendens
(Nakamura & Uano, 1959)

Statut de conservation UICN

 EN B1ab(iii,v)+2ab(iii,v) : En danger
Goniurosaurus splendens est une espèce de geckos de la famille des Eublepharidae.

## Répartition
Cette espèce est endémique de Tokunoshima dans l'archipel Nansei au Japon.

## Publication originale
- Nakamura & Ueno, 1959 : The geckos found in the limestone caves of the Ryu-Kyu Islands. Memoirs of the College of Science, University of Kyoto, vol. 26, n. , p. 45-52.